# スージー・エスマン
スージー・エスマン（Susie Essman, 1955年5月31日 - ）は、アメリカ合衆国出身の女優である。

## 出演作品

### テレビ
- ラリーのミッドライフ★クライシス
- LAW & ORDER ロー&オーダー

### 映画
- コップ・アウト 刑事（デカ）した奴ら
- ボルト（ミトンズ）
- デトロイト・コップ・シティ
- 僕たちのアナ・バナナ
- ボルケーノ